# USS Ontonagon (AOG-36)
USS Ontonagon (AOG-36) był amerykańskim tankowcem (benzynowcem) typu Mettawee  z okresu II wojny światowej.
Stępkę jednostki, pod starym oznaczeniem MC hull 1799, położono 10 maja 1944 w stoczni East Coast Ship Yard Inc. w Bayonne (stan New Jersey). Matką chrzestną była Riva Halpern. Jednostka weszła do służby 21 września 1944, pierwszym dowódcą został Lt. Ralph S. Logan, USCGR.

## Służba w czasie II wojny światowej
Po dziewiczym rejsie po wodach zatoki Chesapeake zbiornikowiec popłynął z Norfolk w kierunku Karaibów, skąd po pobraniu ładunku petrochemicznego popłynął na Pacyfik.

### Operacje na Oceanie Spokojnym
Po przydzieleniu do ServRon 8 do wiosny 1945 pomagał w pierwszych fazach transportu i dystrybucji materiałów ropopochodnych dla floty i wysuniętych baz amerykańskiego Zachodniego Wybrzeża. Z ServRon 8 został przesunięty pod kontrolę ServRon 10 w celu zaopatrywania wysuniętych jednostek. "Ontonagon" dołączył do eskadry 2 kwietnia na Ulithi. Okręt miał w planach rejs w kierunku Okinawy, po odwołaniu rejsu przekazywał jednak ładunek okrętom na kotwicowisku.
22 czerwca popłynął do Okinawy. Tam dotarł 29 czerwca i pozostawał w archipelagu Ryukyu wspierając jednostki w Kerama Retto, Hagushi, Naha i Buckner Bay do końca wojny i później do końca roku. 15 czerwca 1946 opuścił Buckner Bay i przepłynął na Filipiny.

## Przydział do US Army jako USAT Ontonagon
Po dotarciu 6 dni później do celu okręt operował na wodach Manili i Subic Bay do momentu wycofania ze służby 27 lutego. Został przekazany Army Transport Service, gdzie służył jako USAT "Ontonagon".

## Przydział do US Navy jako USNS Ontonagon (T-AOG-36)
W tydzień po wybuchu walk w Korei jednostka została przywrócona do służby w Marynarce z przydziałem do MSTS. Wszedł do służby jako USNS "Ontonagon" (T-AOG-36) i był obsadzony przez cywilną załogę. Ponownie pływał po wodach Oceanu Spokojnego dostarczając produkty ropopochodne w rejon walk. W styczniu 1952 rozpoczął bezpośrednie wspieranie jednostek floty i baz w strefie walk. Utrzymywał to wsparcie jako jednostka transportowa pomiędzy Japonią a Koreą do czerwca 1954.

## Odstawienie do rezerwy i wycofanie ze służby
Na Zachodnie Wybrzeże wrócił we wrześniu 1954. Został wycofany ze służby i przekazany  Maritime Administration w Olympia (Washington) 14 grudnia 1954. Został skreślony z listy jednostek floty 22 czerwca 1955. Pozostawał w składzie National Defense Reserve Fleet.

## Powrót do służby w MSTS
"Ontonagon" wrócił do Military Sea Transportation Service (MSTS) i wrócił ponownie do służby 26 kwietnia 1956. Został przydzielony na północny Ocean Spokojny i służył w składzie MSTS do trzeciego wycofania ze służby w San Francisco. Został umieszczony w składzie National Defense Reserve Fleet w Suisun Bay (Kalifornia) 25 września 1956 w statusie "ready".

## Ostateczne wycofanie i złomowanie
13 listopada 1957 okręt został skreślony z listy jednostek floty i przekazany na stałe do Maritime Administration. Został zezłomowany w 1964.

## Medale i odznaczenia
"Ontonagon" otrzymał jedną battle star za służbę w czasie II wojny światowej.